# 千貫石温泉
千貫石温泉（せんがんいしおんせん）は、岩手県胆沢郡金ケ崎町に位置する温泉である。周辺は千貫石森林公園となっている。

## 泉質
- ナトリウム-炭酸水素塩・塩化物泉
  - 泉温　50℃
- 源泉掛け流し方式

## 温泉地
金ケ崎町中心地から11キロ離れた山あいに、一軒宿の「湯元東館」が存在する。日帰り入浴可能。
近辺にある千貫石ため池は、灌漑用水を確保するために「おいし」という少女が人柱となったという伝説が残っている。

## 歴史
1994年10月（平成6年）に開業。

## アクセス
鉄道
- JR東北本線金ヶ崎駅から車で約15分、または金ヶ崎町田園バス西根線で「千貫石温泉」下車。
- 東北新幹線水沢江刺駅からタクシーで30分。

自動車
- 東北自動車道北上金ヶ崎ICから車で約15分。